# 한스 셰퍼
한스 셰퍼(독일어: Hans Schäfer; 1927년 10월 19일~2017년 11월 7일)는 독일의 전 축구 선수로, 현역 시절 최좌측 공격수로 활약했다.

## 경력
셰퍼는 쾰른의 촐슈토크 출신이다. 그는 1948년부터 1965년까지 쾰른 선수로 활약했고, 서독 국가대표팀 경기에도 39번 출전하여 15번 득점을 올렸다. 그는 1954년, 1958년, 그리고 1962년에 3번의 월드컵에 출전하였고, 이 중 1954년 대회에서는 우승을 거두었고, 서독의 세 대회 경기 중 15번의 경기에 출전해 본인도 7골을 기록했다. 1957년부터 1962년까지, 셰퍼는 주장 완장을 차고 서독 국가대표팀 경기에 16번 출전했다.
셰퍼가 맡은 역할은 최좌측 공격수였다. 그는 말년에 맡은 역할은 안쪽 좌측 공격수였다. 그는 1952년 11월 9일에 스위스를 상대로 서독 국가대표팀 경기에 처음으로 출전해 득점도 올렸다. 셰퍼는 1954년 월드컵에서 4골을 기록했다.
셰퍼는 1962년과 1964년에 쾰른 소속으로 독일 리그를 우승했고, 1963년에는 35세의 나이로 독일 올해의 축구 선수에 선정되었다. 그는 분데스리가가 새로 출범하고 2년을 뛰며 39번의 경기에 출전해 20골을 넣고 프로 무대에서 은퇴했다.
셰퍼는 2017년 11월 7일에 향년 90세로 영면에 들었다.